# Steve Trevor
Steve Trevor è un personaggio dei fumetti statunitensi pubblicati da DC Comics, il principale interesse sentimentale di Wonder Woman.

## Biografia del personaggio

### Golden Age
Nella storia originale delle origini di Wonder Woman, Steve Trevor era un ufficiale dell'intelligence dell'Esercito degli Stati Uniti durante la prima guerra mondiale il cui aeroplano si schiantò sull'isolata casa delle Amazzoni. Fu curato e riportato in salute dalla principessa amazzone Diana, che si innamorò di lui e che lo seguì quando questi ritornò a casa. Qui, la donna divenne Wonder Woman (e anche la sua controparte, Diana Prince).
Steve Trevor fu descritto come un eroe di guerra che combatté spesso delle battaglie sia con che senza la compagnia di Wonder Woman. Allo stesso tempo, era un amore sentimentale tradizionale da supereroe: venendo ripetutamente rapito e avendo spesso bisogno dell'aiuto di Wonder Woman, così come l'adulare la bella eroina nel costume blu e rosso, mentre non notava la sua somiglianza con la mite collega occhialuta, Diana Prince.

### Post-Marston
Dopo la scomparsa di Marston, la maggior parte del cast di supporto ebbe meno attenzione su di sé. Sotto lo scrittore-editore Robert Kanigher, sia la sua personalità che quella di Diana furono compromesse considerevolmente, infatti Steve cominciò a sentirsi minacciato dai poteri dell'eroina, mentre Diana sembrava sempre piena di scuse per questo. Come per le storie di Superman dello stesso periodo, la questione del matrimonio non fu mai lontana dalle menti della coppia. Ci fu anche un'attenzione particolare data alla minaccia sentita dalle Amazzoni riguardo alla possibile rivelazione della loro identità al mondo.
Nel 1968, Diana scelse di rinunciare ai suoi poteri e tagliò i ponti con la sua casa natia, l'Isola Paradiso, per rimanere vicino a Steve. Trevor venne però ucciso nel numero successivo. Fu quindi assente per tutta la durata degli anni successivi della pubblicazione del fumetto. Nella metà degli anni settanta, dopo il ritorno dei poteri di Diana, Trevor fu riportato in vita da Afrodite, e gli fu data una nuova identità come il bruno Steve Howard. Nel 1978, fu ucciso di nuovo. Fu rimpiazzato nel 1980 da un doppio proveniente da un'altra dimensione riservata presente nel multiverso. Per i pochi anni successivi, la relazione tra Trevor e Diana fu essenzialmente ricostituita, e furono approfonditi alcuni dettagli. Nel 1985 con il n. 322, lo scrittore Dan Mishkin ebbe a che fare con le tre "vite" separate di Trevor, e dopo una grande spiegazione si fuse il "nuovo" Steve con quello vecchio.
Durante lo stesso periodo, nei numeri di Wonder Woman degli anni 1980, il malvagio Dottor Psycho fuse l'immagine di Steve con le abilità di Wonder Woman creando così "Capitan Wonder", con indosso un costume simile a quello di Wonder Woman. Nel numero finale della serie originale di Wonder Woman, Steve e Diana si sposarono.

### Post-Crisi e oltre
La storia del 1985 Crisi sulle Terre infinite ridefinì la storia precedente dell'universo DC.
Alla fine della serie, la Wonder Woman di Terra-Due e il Generale Steve Trevor pensionato con 4 stelle della Terra-Due pre-Crisi viaggiarono fino al Monte Olimpo per vivere con gli dei e le dee greche, dato che la maggior parte degli eroi della Terra-Due pre-Crisi morirono o si fusero con la nuova continuità temporale. La Wonder Woman della Terra-1 pre-Crisi si de-evolse in argilla mistica da cui nacque (tecnicamente morendo), permettendo così a Wonder Woman e ai suoi personaggi di supporto di venire reintrodotti con nuove origini, sfondi e trame.
Con la ripresa della serie nel terzo volume dopo la serie Crisi sulle Terre Infinite, Steve Trevor venne rinnovato per sembrare più maturo di Diana. In più, i due non ebbero mai una relazione sentimentale. Si scoprì che Trevor ebbe anche un collegamento con le Amazzoni nel fatto che, prima del suo schianto su Themyscira, proprio lì vi perse sua madre, Diana Rockwell Trevor, dove anche lei si schiantò con il suo aeroplano e aiutò le Amazzoni a combattere un gigantesco mostro contro cui perse la vita. Vedendo che stavano per essere sconfitte, Diana utilizzò la sua pistola contro il mostro, dando alle Amazzoni un vantaggio nella battaglia. Come risultato, Trevor morì. Dopo la sua morte, le Amazzoni considerarono l'estranea come un'eroina onorata per il suo sacrificio. Fu in suo onore che la Regina Hippolyta chiamò sua figlia Diana, e fu anche attraverso di lei che le Amazzoni vennero in possesso di una pistola originaria del Mondo degli Uomini. Fu questo collegamento familiare che portò il dio Ares a manipolare Steve Trevor e a fargli bombardare Themyscira perché eliminasse le Amazzoni. Tuttavia, mentre era in volo diretto all'Isola, Trevor capì che stava per bombardare inutilmente dei civili e tentò di cancellare la missione. Il co-pilota di Steve, uno scagnozzo del dio della Guerra, si trasformò in un mostro nel tentativo di continuare l'attacco. Diana, naturalmente, lo salvò dal disastro conseguente.
Portando l'incosciente Trevor sull'Isola, Diana riconobbe il disegno della Bandiera degli Stati Uniti d'America sulla sua uniforme che rispecchiavano i colori della sua stessa armatura e lo prese come un segno di dove lei sarebbe dovuta andare per cominciare a sconfiggere Ares. Così ispirata, Diana portò Trevor nel "Mondo degli Uomini" nella città di Boston e cominciò la sua vocazione. Da allora, Trevor e Diana divennero intimi amici nonostante lui fosse abbastanza vecchio da poter sembrare suo padre. Questa versione di Steve si sposò con Etta Candy e divenne Vicesegretario della Difesa per il governo degli Stati Uniti.

### Crisi infinita
Dopo la recente Crisi infinita, le origini di Wonder Woman furono rinnovate nuovamente, così come l'estensione dei suoi personaggi di supporto. Diana non fu più un nuovo arrivo nel Mondo degli Uomini, ma invece rimase in giro per un tempo considerevole, venendo coinvolta nella creazione della Justice League of America. Anche se Steve rimase sempre un amico intimo di Diana e sposò Etta, la sua storia con Diana non fu più pienamente sviluppata.

## Altre versioni
- Steve Trevor comparve in Justice di Alex Ross. Lo si vede tra le spalle e i cari attaccati dalla Legione del destino, e lo si può vedere abbracciato a Wonder Woman.
- Un personaggio a lui simile di nome Howard Shelton comparve nella serie Squadron Supreme come il marito avanti con gli anni di Power Princess. Anche se si incontrarono decenni dopo, solo lui invecchiò, mentre lei si prese cura di lui anche da anziano. Fu poi silenziosamente ucciso da una controparte di Hyperion che quasi immediatamente ebbe una relazione con Power Princess.

## Poteri e abilità
Steve Trevor è abile e ben addestrato nello spionaggio, nel protocollo militare, nella gastronomia, nel comando, nell'aviazione e nell'uso delle armi da fuoco. È anche abilissimo nel combattimento corpo a corpo.

## Altri media

### Cinema

#### Animazione
- Steve Trevor comparve nel film d'animazione Wonder Woman (2009). Il suo nome al completo era Steven Rockwell Trevor. Naturalmente anche qui si riferiva a Diana chiamandola "Angelo", simile alla sua controparte dell'Universo animato DC. Il suo nome in codice nel film fu "Zipper".
- Steve Trevor compare anche nel film d'animazione Wonder Woman: Bloodlines (2019).

#### DC Extended Universe

Steve Trevor interpretato da Chris Pine in Wonder Woman (2017)

Steve appare nel film in live action Wonder Woman (2017) e Wonder Woman 1984 (2020), interpretato dall'attore Chris Pine, che ha firmato inoltre un contratto multi film per apparire in nuove pellicole del DC Extended Universe (DCEU).

### Televisione
- Steve (Trevor) fu menzionato nella presentazione mai andata in onda del cortometraggio Wonder Woman: Who's Afraid of Diana Prince? (1967).
- Steve Trevor comparve per la prima volta nel pilot televisivo Morte per gli agenti speciali (1974), impersonato dall'attore Kaz Garas.
- Nella serie televisiva del 1975 Wonder Woman, Trevor fu impersonato dall'attore Lyle Waggoner.
- Nella serie animata I Superamici, e precisamente in Super Friends: The Legendary Super Power Show, fu menzionato nell'episodio Darkseid's Golden Trap, parte 2, quando Wonder Woman annunciò: «Ho un appuntamento con Steve Trevor stasera...quale vestito dovrei indossare?». Lo si vide anche nell'episodio Mr. Mxyzptlk and the Magic Lamp, e anche se fu un breve cammeo, non ebbe nessuna battuta. Comparve poi in un episodio della serie animata The Super Power Team: Galactic Guardians, dove si rivelò essere un astronauta. Quest'episodio fu chiamato "The Darkseid Deception".
- Nella serie animata Justice League, Trevor comparve nella puntata in tre parti Venti di guerra, dove la Justice League viaggiò indietro nel tempo per prevenire che Vandal Savage alterasse il corso della seconda Guerra Mondiale. Qui, Trevor è un agente segreto degli Alleati che Wonder Woman salvò da un incidente aereo; i due ebbero una brevissima relazione simil-flirt che rimase come amicizia fino ai giorni d'oggi dove Trevor era un vecchio eroe di guerra in una casa di riposo. Trevor si riferì a Wonder Woman chiamandola "Angelo". Questa fu un'abitudine tratta dalla sua controparte dei fumetti della Golden Age, che spesso si riferiva a Wonder Woman come all'"Angelo" che lo salvò dall'incidente aereo.
- Nel pilot abortito di una nuova serie TV incentrata su Wonder Woman, ideata nel 2011 da David E. Kelley per il canale NBC, Trevor appariva con il volto dell'attore Justin Bruening.